# Oxyethira datra
Oxyethira datra är en nattsländeart som beskrevs av Olah 1989. Oxyethira datra ingår i släktet Oxyethira och familjen smånattsländor. Inga underarter finns listade i Catalogue of Life.